# Park Narodowy Canyonlands
Park Narodowy Canyonlands (ang. Canyonlands National Park) – park narodowy położony we wschodniej części stanu Utah w Stanach Zjednoczonych. Park został utworzony w 1964 roku; zajmuje powierzchnię 1366,21 km². Obejmuje centralną część Wyżyny Kolorado, której bogata rzeźba powstała w dużym stopniu za sprawą erozji przez dwie łączące się na terenie parku rzeki: Kolorado i Green River.

## Historia

### Rdzenni Amerykanie

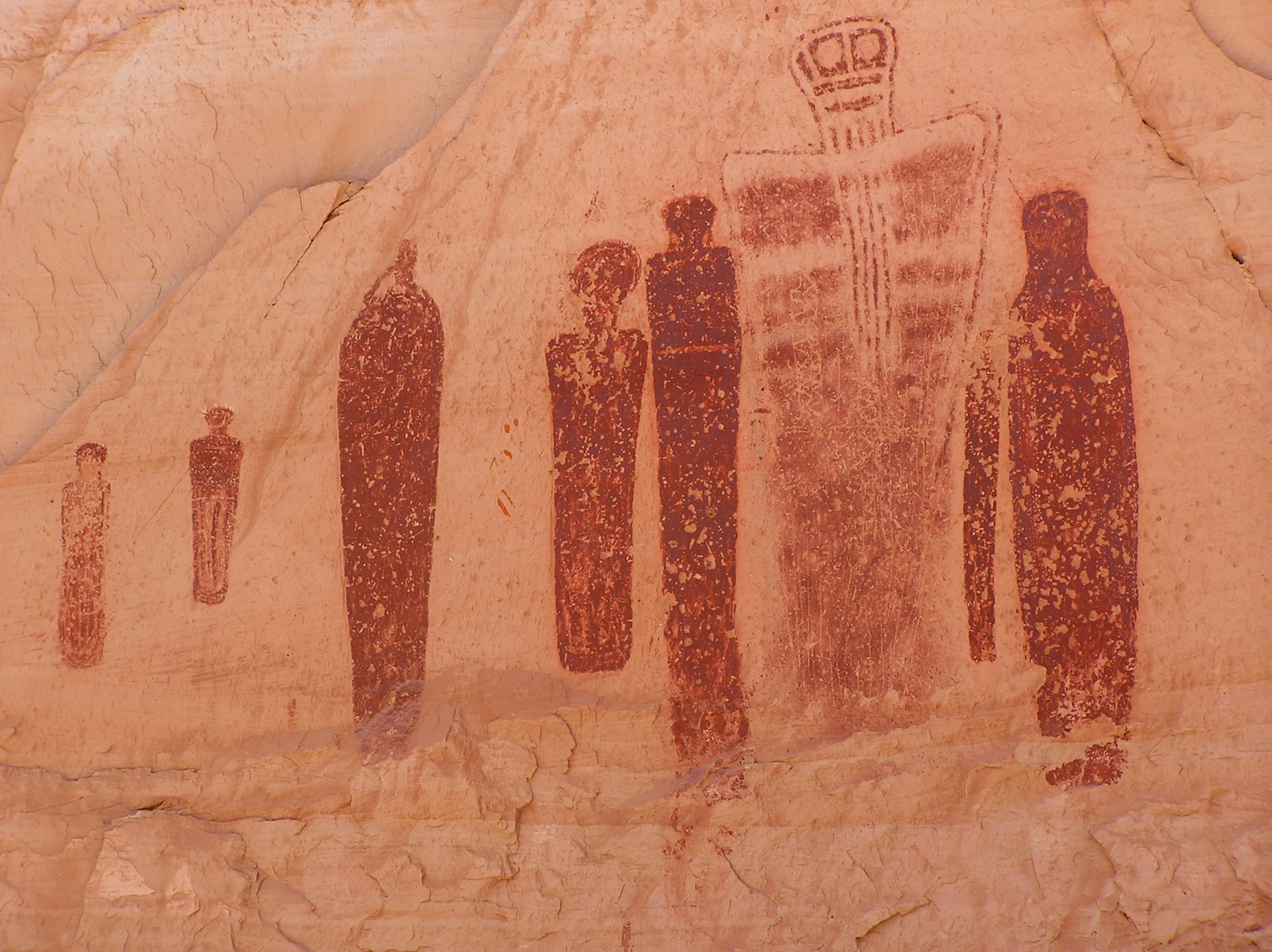
Tak zwana Wielka Galeria, malunki naskalne znalezione w Horseshoe Canyon stworzone najprawdopodobniej przez Indian Anasazi

Teren parku był odwiedzany przez ludzi od około 10 tys. lat. Początkowo były to grupy koczowników zajmujących się zbieractwem i łowiectwem, docierające do parku od północno-zachodniej strony. Jednak nie budowali oni stałych siedzib i dopiero około 2 tys. lat temu zaczęli się oni prowadzić bardziej osiadły tryb życia związany ze początkami hodowli i uprawy roli. Ludzie ci byli przodkami współczesnych Indian Pueblo i reprezentowali kulturę Anasazi (Park Narodowy Mesa Verde) oraz Fremont. Za koniec kultury Anasazi uważa się rok 1300, kiedy okres tzw. Wielkiej Suszy (1230 r. n.e. - 1280 r. n.e.) prawdopodobnie spowodował przejście ludności w okolice północno-wschodniej Arizony oraz na południe do doliny rzeki Rio Grande. Kolejnymi tubylcami byli Ute i Pajutowie (od około 800 r. n.e.) oraz Nawahowie (od około 1300 r. n.e.), którzy zamieszkiwali te tereny do czasów współczesnych.

### Pionierzy
Pierwszymi Europejczykami, którzy dotarli do terenów współczesnego parku, byli hiszpańscy księża Escalante oraz Dominguez. Poszukiwali oni dogodnej drogi z Nowego Meksyku do Kalifornii. Jednak ze względu na bardzo zróżnicowaną rzeźbę terenu nie udało im się znaleźć odpowiedniego szlaku. Krótko później, w 1829 roku, podjęli się tego handlarze z Taos oraz Santa Fe i na początku XIX wieku wytyczyli trasę nazwaną Old Spanish Trail, wiodącą przez Moab (wzdłuż obecnej drogi US 191) oraz Green River. Trasa ta szybko stała się jedną z bardziej znanych. Pierwszymi Europejczykami, którzy eksplorowali Canyonlands, byli prawdopodobnie amerykańscy i francuscy traperzy, podążający wzdłuż rzek w poszukiwaniu wydr i bobrów. Świadczy o tym między innymi wydrapane na skałach nad rzeką Green River przez jednego z nich nazwisko i data (Denis Julien, 1836 rok). Pierwszą oficjalną wyprawę prowadził w roku 1869 major John Wesley Powell, który w czasie trzymiesięcznej wędrówki z Wyoming do Wielkiego Kanionu stworzył pierwsze mapy oraz opis historii tego rejonu.

### Górnictwo

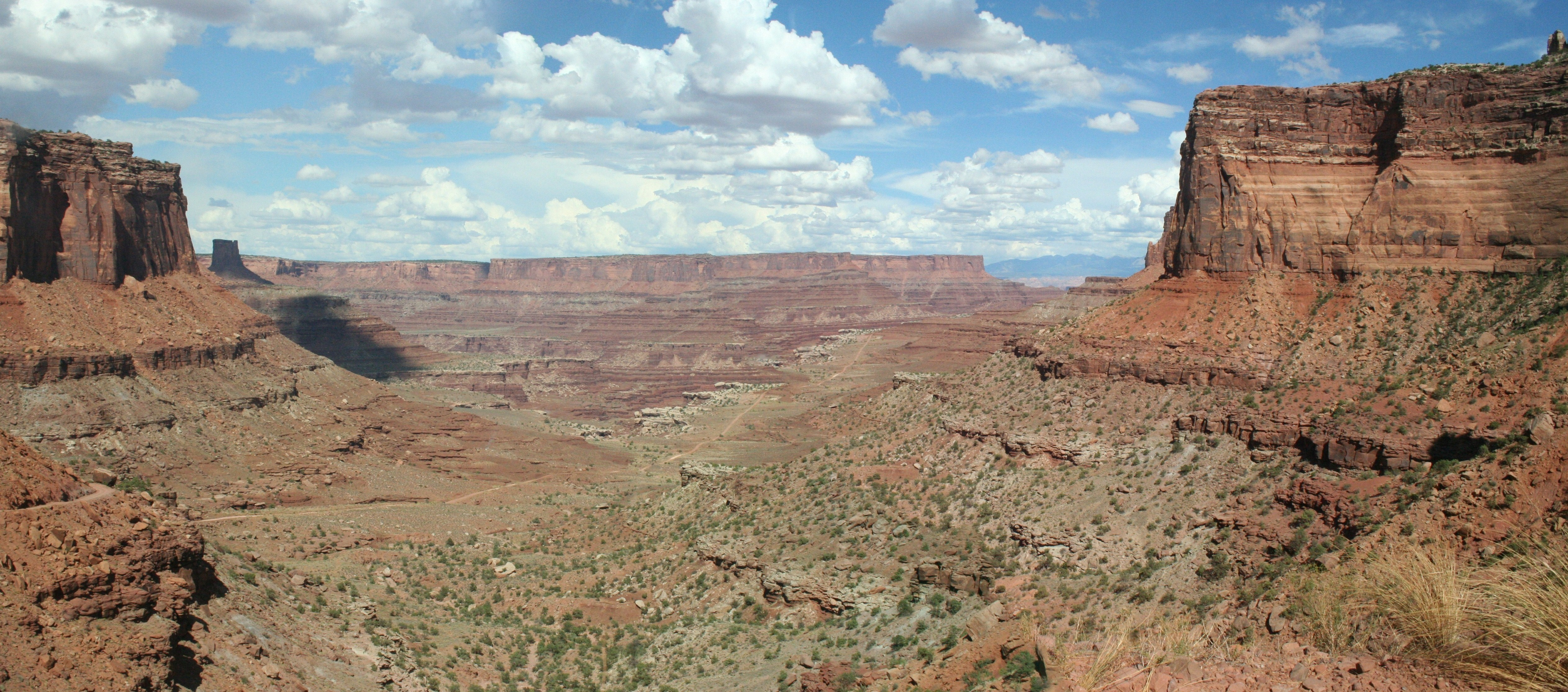
Panorama z drogi White Rim Road

Wraz z rozwojem amerykańskiego programu nuklearnego w latach 50. XX wieku bardzo wzrosło zapotrzebowanie na uran. Geolodzy byli przekonani, że rejon Canyonland obfituje w ten pierwiastek, a ponadto, że dostęp do złóż nie powinien być trudny ze względu na erozję. Dla ułatwienia dostępu Komisja Energii Atomowej USA zbudowała prawie 1600 km dróg na południowym wschodzie stanu Utah. Jedna z nich stanowi bardzo popularny trzydniowy szlak samochodowy (White Rim Road), biegnący wokół części Island in the Sky. Niektóre z warstw skał w parku zawierają rudy uranu, jednak – podobnie jak w niedalekiej Monument Valley – wydobycia tu ostatecznie nie prowadzono lub trwało ono krótko.

### Utworzenie parku
W latach 50. i w początku lat 60. XX wieku ówczesny superintendent Arches National Monument Bates Wilson prowadził intensywne starania, mające doprowadzić do utworzenia nowego parku narodowego. W 1962 roku Departament Zasobów Wewnętrznych USA opublikował pracę z propozycją utworzenia Canyonlands National Park. W dniu 12 września 1964 roku prezydent Lyndon B. Johnson podpisał ustawę tworzącą ten park narodowy. W 1971 roku park rozszerzono, przyłączając rejon The Maze oraz kaniony Davis i Lavender, w wyniku czego jego obszar powiększył się do obecnych rozmiarów.

## Geografia parku

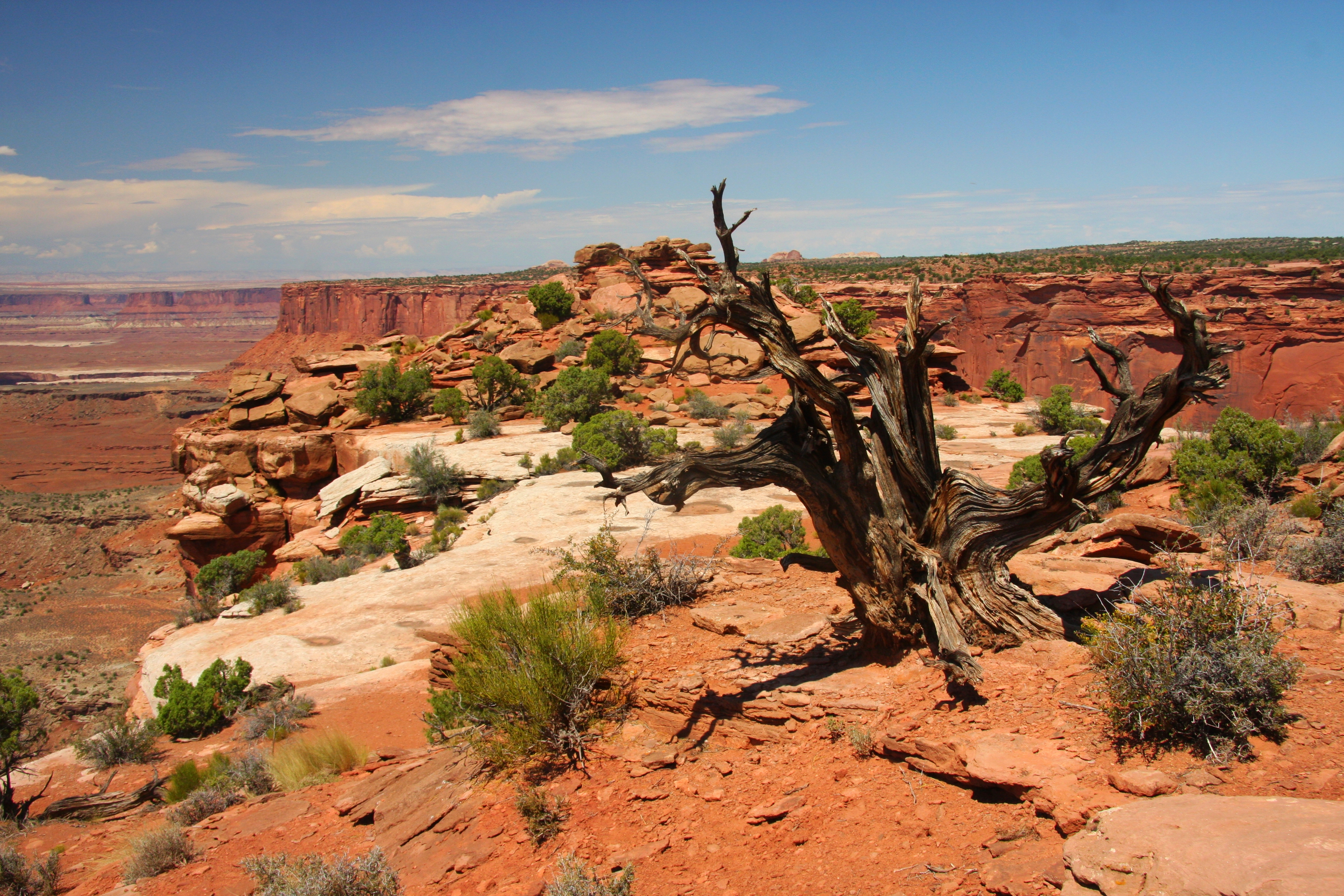
Widok w kierunku północnym (na kanion Green River) z Island in the Sky

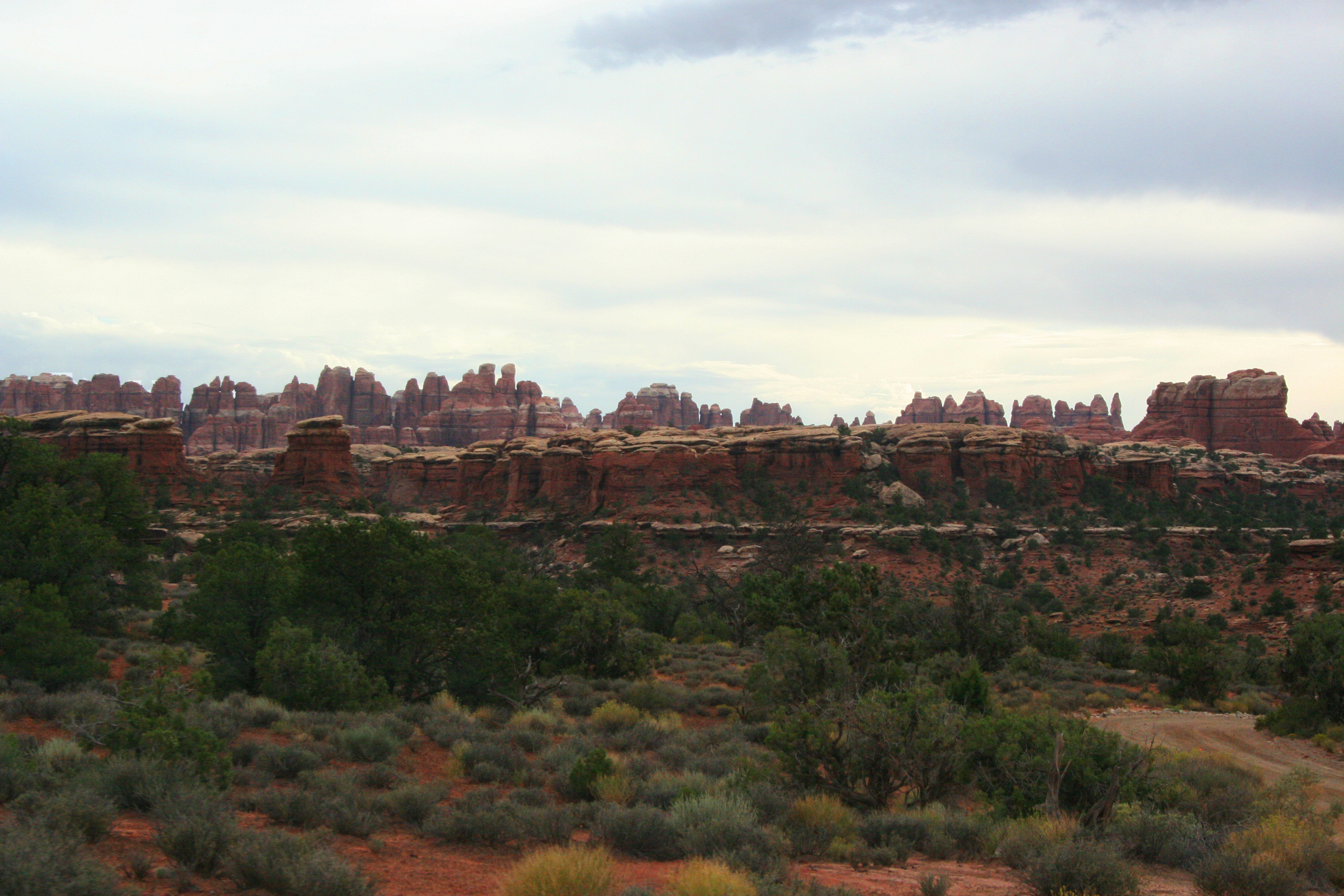
Widok na The Needles

Administracyjnie park leży na terenie czterech hrabstw: Garfield, Grand, San Juan i Wayne.
Park obejmuje jeden, integralny obszar, jednak administracja parku dzieli go na 9 części, a trzy z nich ze względu na oddzielny dostęp spowodowany przeszkodami naturalnymi są powszechnie wyróżniane:
- Island in the Sky (Wyspa na niebie) w północnej części parku
- The Needles (Igły) w południowo-wschodniej części parku
- The Maze (Labirynt) w zachodniej część parku.

Wymienionych części nie łączy żadna droga wewnątrz parku, a podróż między nimi – ze względu na brak dróg i mostów – może zabrać wiele godzin samochodem. Dojazd do Island in the Sky oraz The Needles jest możliwy drogą asfaltową, natomiast do The Maze wyłącznie drogą nieutwardzoną, dostępną tylko dla samochodów z napędem na cztery koła.

### Klimat
Na terenie parku, podobnie jak w całym południowo-wschodnim rejonie Wyżyny Kolorado, panuje typowy pustynny klimat terenów wyniesionych stosunkowo wysoko ponad poziom morza. Według klasyfikacji Köppena na terenie Canyonlands panuje klimat BWk, czyli klimat pustynny, z dużymi wahaniami temperatur i spadkami poniżej 0 °C. Dobowa amplituda może być bardzo duża i przekraczać 22 °C. Wahania temperatury zależą od ekspozycji oraz wyniesienia nad poziom morza. Różnice w wysokości wynoszą w parku około 700 metrów (np. pomiędzy Island of the Sky i rzeką Kolorado), jednak nawet w przypadku terenów różniących się mniej niż 300 m wysokości względnej, jakie są pomiędzy stacjami meteorologicznymi The Neck oraz The Needle, stwierdzono duże różnice temperatur i wielkości opadów.
Opady w całym stanie Utah należą do najniższych w USA. Jest to spowodowane położeniem stanu w cieniu opadowym gór Sierra Nevada. Wyróżnia się dwa kierunki napływu wilgotnego powietrza zawierającego potencjalnie wodę opadową. W okresie zimowym, od października do maja, z kierunku zachodniego napływa wilgotne powietrze pacyficzne. Spowodowane jest to często występującymi w tym okresie sztormami na Oceanie Spokojnym, których kierunek przemieszczania jest wschodni. Te opady ze względu na wyniesienie nad poziom morza występują w postaci śniegu. W okresie letnim dociera czasem do parku powietrze monsunowe znad Zatoki Meksykańskiej.
| Miesiąc                                                                      | Sty   | Lut  | Mar  | Kwi  | Maj  | Cze  | Lip  | Sie  | Wrz  | Paź  | Lis  | Gru   | Roczna |
| ---------------------------------------------------------------------------- | ----- | ---- | ---- | ---- | ---- | ---- | ---- | ---- | ---- | ---- | ---- | ----- | ------ |
| Rekordy maksymalnej temperatury [°C]                                         | 14    | 19   | 26   | 29   | 26   | 39   | 41   | 38   | 37   | 32   | 22   | 15    | 40     |
| Średnie temperatury w dzień [°C]                                             | 3     | 6    | 12   | 17   | 23   | 29   | 33   | 31   | 26   | 18   | 9    | 3     | 18     |
| Średnie temperatury w nocy [°C]                                              | -6    | -3   | 0    | 4    | 9    | 16   | 19   | 18   | 13   | 6    | -0   | -6    | 6      |
| Rekordy minimalnej temperatury [°C]                                          | -22   | -25  | -18  | -10  | -6   | -3   | 5    | 5    | -4   | -11  | -14  | -23   | −22    |
| Opady [mm]                                                                   | 12.4  | 11.4 | 19.6 | 18.5 | 18.3 | 11.4 | 24.4 | 24.9 | 22.9 | 31   | 18   | 15.7  | 228,6  |
| Opady śniegu [mm]                                                            | 144.8 | 76.2 | 94   | 40.6 | 2.5  | 0    | 0    | 0    | 0    | 22.9 | 71.1 | 152.4 | 830,6  |
| Źródło: The Western Regional Climate Center 13 05 2014                       |       |      |      |      |      |      |      |      |      |      |      |       |        |
| Źródło #2: Temperatury rekordowe; Western Regional Climate Center 13 05 2014 |       |      |      |      |      |      |      |      |      |      |      |       |        |

| Miesiąc                                                                      | Sty  | Lut  | Mar | Kwi  | Maj  | Cze | Lip  | Sie  | Wrz  | Paź  | Lis  | Gru  | Roczna |
| ---------------------------------------------------------------------------- | ---- | ---- | --- | ---- | ---- | --- | ---- | ---- | ---- | ---- | ---- | ---- | ------ |
| Rekordy maksymalnej temperatury [°C]                                         | 17   | 23   | 29  | 32   | 38   | 42  | 42   | 40   | 37   | 33   | 24   | 19   | 42     |
| Średnie temperatury w dzień [°C]                                             | 5    | 9    | 15  | 20   | 26   | 32  | 35   | 34   | 29   | 21   | 12   | 6    | 20     |
| Średnie temperatury w nocy [°C]                                              | -9   | -5   | -1  | 3    | 8    | 13  | 17   | 16   | 10   | 3    | -3   | -8   | 4      |
| Rekordy minimalnej temperatury [°C]                                          | -27  | -26  | -14 | -12  | -6   | -2  | 5    | 3    | -3   | -10  | -20  | -26  | −24    |
| Opady [mm]                                                                   | 13.5 | 10.9 | 18  | 17   | 14.2 | 9.1 | 21.1 | 27.2 | 22.1 | 27.7 | 16.8 | 14   | 212,1  |
| Opady śniegu [mm]                                                            | 88.9 | 61   | 66  | 12.7 | 0    | 0   | 0    | 0    | 0    | 5.1  | 38.1 | 96.5 | 368,3  |
| Źródło: The Western Regional Climate Center 13 05 2014                       |      |      |     |      |      |     |      |      |      |      |      |      |        |
| Źródło #2: Temperatury rekordowe; Western Regional Climate Center 13 05 2014 |      |      |     |      |      |     |      |      |      |      |      |      |        |

## Walory naturalne
Park jest ceniony ze względów na swe unikalne walory geologiczne, a także – mimo pustynnego charakteru – stosunkowo bogatą roślinność oraz bogatą faunę. W parku żyją 1222 gatunki zwierząt oraz roślin naczyniowych.

### Fauna

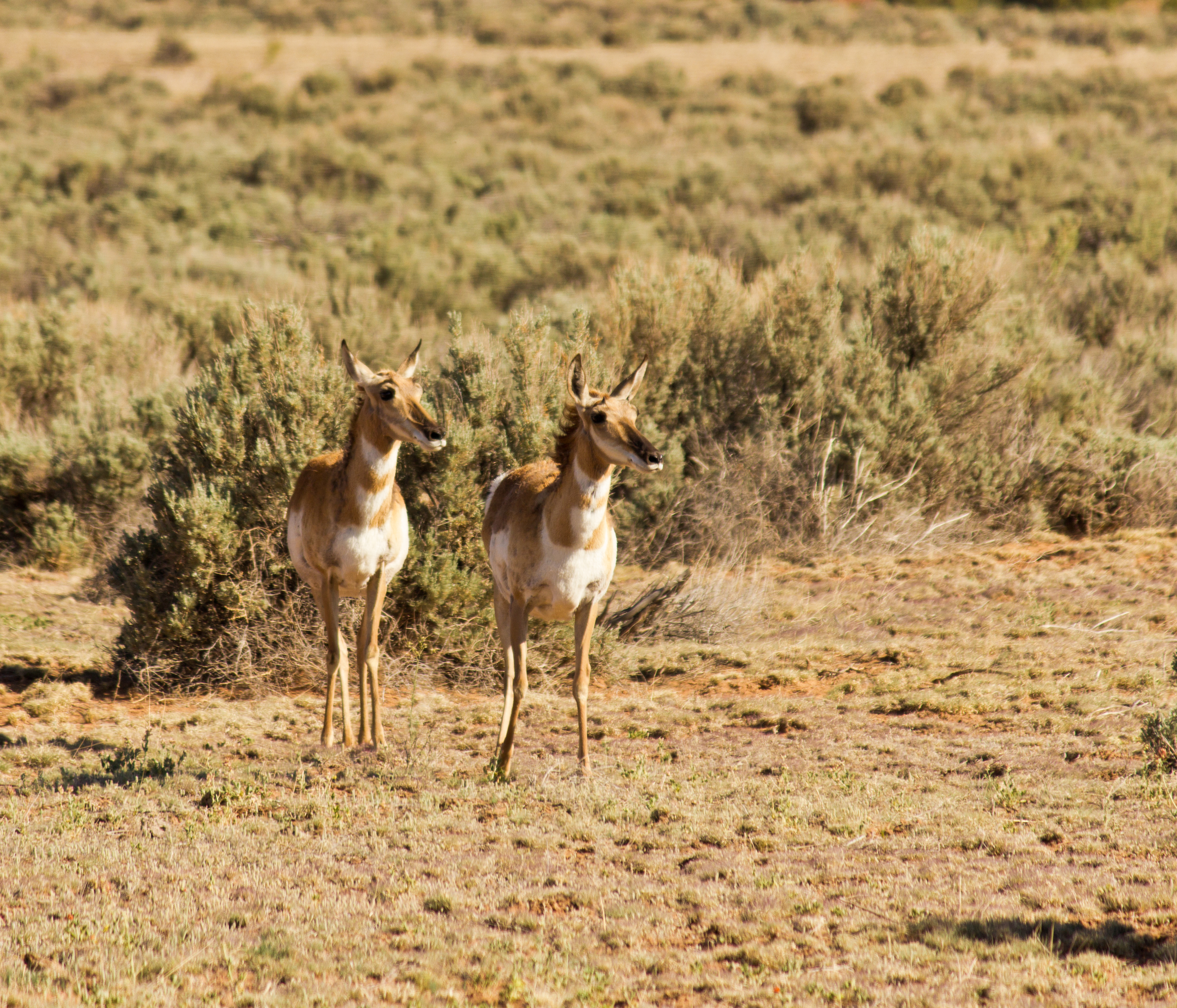
Anylopa widłoroga w Canyonlands

Na terenie Parku Narodowego Canyonlands występuje wiele dzikich gatunków zwierząt. Lista gatunków z podtypu kręgowców żyjących na terenie parku liczy 357 pozycji. Spośród nich ssaki liczą 55 gatunków, ptaki 196 gatunków, 20 gatunków gadów, 6 gatunków płazów oraz 32 gatunki ryb.

#### Ssaki
Do najczęściej widywanych ssaków na terenie parku należą zając pustynny Sylvilagus audubonii, szczuroskoczek Dipodomys ordii oraz mulak, które prowadząc dzienny tryb życia są często spotykane przez turystów. Wiele gatunków ssaków z racji prowadzenia nocnego trybu życia jest jednak rzadko widywane przez odwiedzających. Tylko tropy oraz resztki pozostałe po żerowaniu, a także odchody wskazują na ich obecność. Stosunkowo licznie występują różnego rodzaju gryzonie; jest 9 gatunków myszy i szczurów, a największy amerykański gryzoń, bóbr kanadyjski, występuje wzdłuż rzeki Kolorado oraz Green River.
Z większych ssaków w parku spotyka się: baribala, kojota, łosia, muflona kanadyjskiego, antylopę widłorogą, rysia rudego, pumę, borsuka, szopa pracza, kotofretki oraz dwa gatunki skunksów. Duże ssaki, które potrzebują do życia dosyć dużego terytorium, często w okresie letnim migrują w okoliczne góry (np. La Sal Mountains, Cedar Mesa, Abajo Mountains) i tam spędzają ten trudny okres. Jesienią w okresie dojrzewania owoców wiązowca Celtis reticulata oraz owoców opuncji (prickly pear), szczególnie wzdłuż wód dość często obserwuje się niedźwiedzia czarnego. Ponadto w parku występuje jedenaście gatunków nietoperzy, których rola nie ogranicza się do redukcji owadów. Niektóre z nich są ważne w ekosystemie jako roznoszące nasiona roślin, bądź zapylające kwiaty (np. u kaktusów).

#### Ptaki

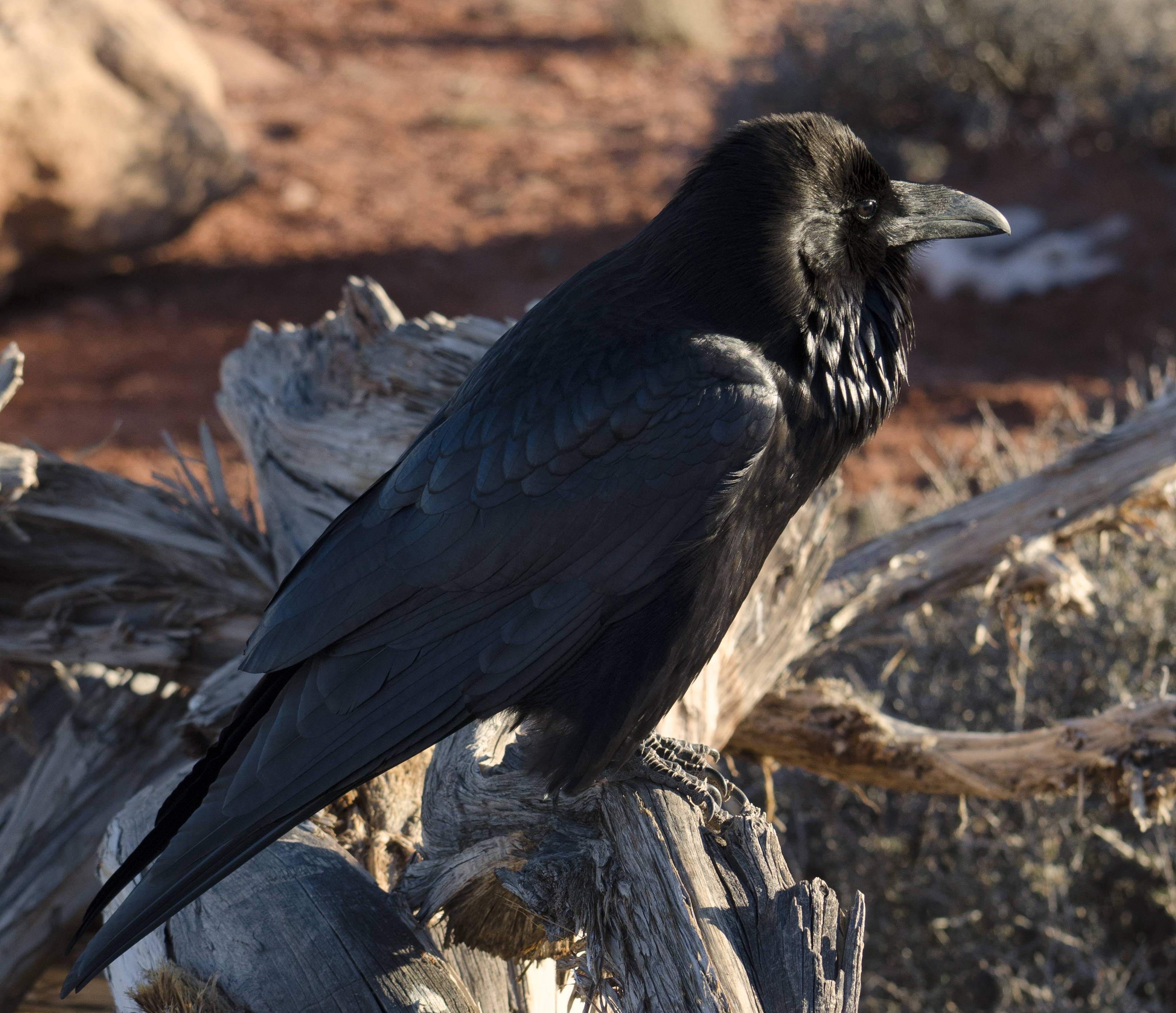
Kruk zwyczajny w parku

Ptaki są najlepiej zauważalnymi zwierzętami w parku. Nawet w czasie najcieplejszych godzin w okresie lata na niebie widać krążące sępniki różowogłowe oraz śmigające jerzyki aeronauty białogardłe. Park leży na trasie migracji niektórych gatunków, stąd oprócz blisko 200 gatunków naturalnie występujących można zaobserwować jeszcze około 80 gatunków będących przelotnie.
W parku występuje bielik amerykański, orzeł przedni, rybołów zwyczajny, błotniak zbożowy, jastrząb zwyczajny, sokół wędrowny, drzemlik i kruka. Oprócz dużych i średnich ptaków w parku gniazdują dwa gatunki kolibrów: koliberek czarnobrody oraz rudaczek szerokosterny, a w okresie migracji spotkać można rudaczka północnego.

#### Gady
Gady reprezentowane są tylko przez dwa podrzędy: węże (12 gatunków) oraz jaszczurki (8 gatunków). Ze względu na ich zmiennocieplność powszechnie są spotykane w lecie. Gdy temperatura przekracza 30 °C, jaszczurki są oprócz ptaków najczęściej widywanymi zwierzętami. Jaszczurki wygrzewają się na słońcu oraz polują na owady. Najczęściej spotykanymi jaszczurkami są: Aspidoscelis tigris, Sceloporus magister oraz barwny legwan obrożny (Crotaphytus collaris).
Mimo większej liczby gatunków węży spotyka się je rzadko, głównie ze względu na ich aktywność nocną. Większość węży jest niegroźnych dla człowieka. Wyjątkiem jest niewielki grzechotnik z rzędu Crotalus, występujący w podgatunku Crotalus oreganus concolor, którego groźna neurotoksyna sprawia, że jest on najbardziej jadowitym wężem na kontynencie amerykańskim (jednak tylko raz na trzy ugryzienia wstrzykuje śmiercionośny jad).

### Flora
Ze względu na pustynny klimat roślinność na terenie parku jest stosunkowo uboga. Jednak mimo tego na terenie parku jest 610 gatunków roślin naczyniowych.

#### Drzewa i krzewy
Drzewa i krzewy zwykle rosną pojedynczo, wolno i nie osiągają dużych rozmiarów. Powolny wzrost powoduje, że na ogół rosną dość długo. Dominującymi drzewami w parku są rośliny określane zbiorczą nazwą pinyon pine (hiszp. piñon). Nazwa ta odnosi się do ośmiu gatunków sosen rosnących w południowo-zachodniej części Stanów Zjednoczonych i w Meksyku. Z grupy tej w parku najczęściej spotyka się dwie sosny – jednoigielną oraz Pinus edulis. Mają one krzywe pnie, rosną bardzo wolno i drzewa o średnicy pnia 10–15 cm i wysokości 3 metrów są już zwykle 80-100 letnie.
Inne gatunki tutejszych drzew to: jodła kalifornijska (Abies concolor), daglezja sina (Pseudotsuga menziesii subsp. glauca, podgatunek sosny żółtej (Pinus ponderosa subsp. scopulorum), a z drzew liściastych: wysokogórska odmiana klona nagiego (Acer glabrum var. glabrum), klon jesionolistny (Acer negundo) oraz klon Acer grandidentatum, a także kilka gatunków dębów.
Z krzewów najbardziej rozpowszechniony jest jałowiec przystosowany do warunków pustynnych – Juniperus osteosperma. Cała roślina jest pokryta silnym nalotem woskowym, a w warunkach skrajnej suszy roślina odcina dopływ wody do skrajnych gałęzi, które zamierając dają szansę pozostałej części rośliny na przeżycie. Ponadto z krzewów występują trzy taksony z rodziny przęślowatych: Ephedra torreyana, E. viridis var. viridis oraz E. viridis var. viscida, które przez Indian i później przez osadników stosowane były leczniczo. Napar nazywany jest herbatą mormonów, a lecznicze działanie zawdzięcza dużej zawartości alkaloidów: efedryny i pseudoefedryny.

#### Kaktusy i sukulenty

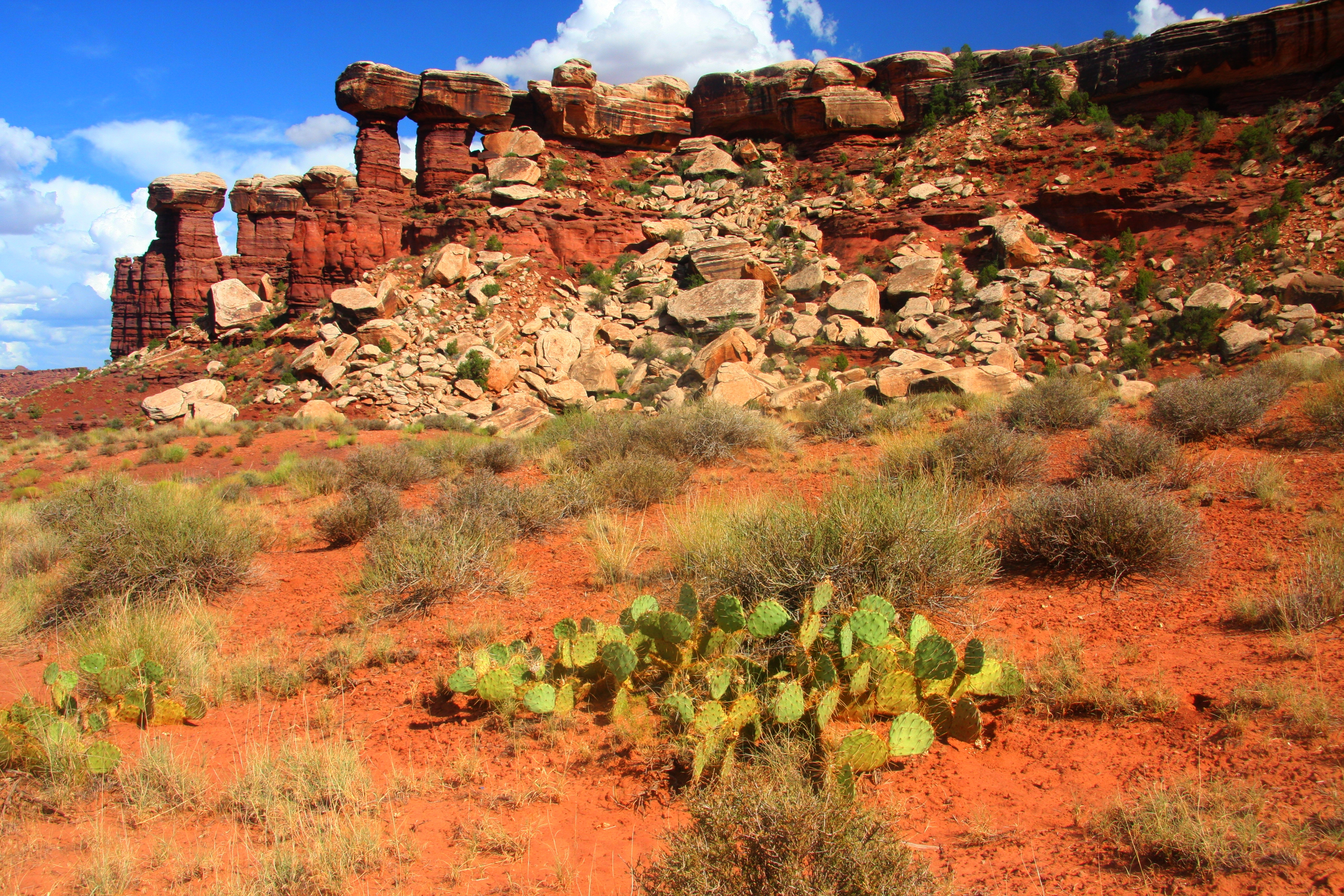
Opuntia polyacantha z drogi Shafera w Parku Narodowym Canyonlands

Ta grupa roślin jest powszechna, w naturalny sposób przystosowana do trudnych, pustynnych warunków klimatycznych. W porównaniu do innych parków amerykańskiego południa, flora kaktusowatych nie jest bardzo zróżnicowana gatunkowo, gdyż jest ograniczona przez niskie temperatury zimą do najodporniejszych na ten czynnik. W parku rośnie jedenaście gatunków kaktusów (np. w Saguaro National Park – 25 gatunków, Big Bend National Park – 60 gatunków). Najbardziej zróżnicowanym rodzajem jest opuncja, która ma tutaj siedmiu przedstawicieli. Najczęściej spotyka się trzy gatunki: Opuntia erinacea var. utahensis, kwitnąca żółto oraz różowo i pokryta obficie białymi cierniami, Opuntia fragilis z charakterystycznymi walcowatymi łodygami, a także Opuntia polyacantha, która jest dominująca w tym rejonie USA.

#### Rośliny trawiaste
Szeroko pojęte rośliny trawiaste, czyli gatunki roślin należące do rzędu wiechlinowców, mimo nieprzyjaznego środowiska są stosunkowo licznie reprezentowane na terenie parku. Lista gatunków tu spotykanych liczy 137 pozycji. Rośliny te występują na terenie parku, tworząc pojedyncze kępy lub darń w zależności od ilości osadów utworzonych przez erozję wietrzną. Zwarta darń jest tylko w miejscach, gdzie wiatr nanosi pyły i osady przekształcane w glebę.

## Turystyka
Park rocznie jest odwiedzany przez około 450 tys. osób (2013), co nie jest jakąś znaczącą liczbą, gdyż przykładowo oddalony o kilka kilometrów na wschód Park Narodowy Arches odwiedza rocznie ponad milion osób. Mniejsza liczba turystów z pewnością spowodowana jest ograniczonym dostępem do niektórych części parku, gdzie dojazd jest możliwy wyłącznie po drogach gruntowych samochodami z napędem na cztery koła.

### Dojazd do parku
Najbliższą autostradą jest autostrada międzystanowa nr 70, łącząca Denver z autostradą 15, przebiegająca około 65 na północ od parku. Najbliższą miejscowością jest niewielkie miasto Moab, siedziba władz hrabstwa Grand, leżące przy drodze krajowej US 191, około 50 km na południe od autostrady międzystanowej nr 70. Od drogi US 191, przed miastem Moab, odchodzi droga stanowa Utah 313, która po 32 km prowadzi do wschodniej części parku.
Do południowej części The Needles należy minąć Moab i jechać US 191 jeszcze około 60 km, a następnie skręcić w stanową Utah 211 i po przejechaniu tą drogą 56 km dojeżdża się do bram parku.
Do północno-zachodniej części The Maze dojazd jest najtrudniejszy i od autostrady międzystanowej nr 70 może trwać ponad 6 godzin jazdy samochodem. Początkowo (około 140 km) dojazd jest po asfaltowych drogach (Utah 25 i Utah 95), do stacji turystycznej Hans Flat Ranger Station. Następny odcinek (około 76 km) wiedzie po drogach gruntowych i jest dostępny tylko dla samochodów o wysokim zawszeniu, z napędem na cztery koła. W zależności od warunków pogodowych i umiejętności kierowcy, przejazd zajmuje od 3 do 6 godzin.

### Atrakcje turystyczne
Na terenie parku można uprawiać kajakarstwo, kolarstwo górskie, turystykę pieszą, wspinaczkę, jazdę konną. W parku wytyczono setki kilometrów szlaków pieszych i konnych. Szlaki są znaczone zazwyczaj jedynie małymi kopczykami skalnymi, a mniej uczęszczane nie są utrzymywane na bieżąco. Z tych powodów umiejętność orientacji w terenie przez odwiedzających jest bardzo ważna. Jedną z bardziej popularnych atrakcji parku jest nieutwardzona droga White Rim Road. Stanowi ona pętlę o długości ok. 100 mil (160 km) wokół Island in the Sky i pokonanie jej zajmuje zazwyczaj 2–3 dni samochodem z napędem na cztery koła lub 3–4 dni rowerem górskim.